# Värmeböljan i Australien 2009

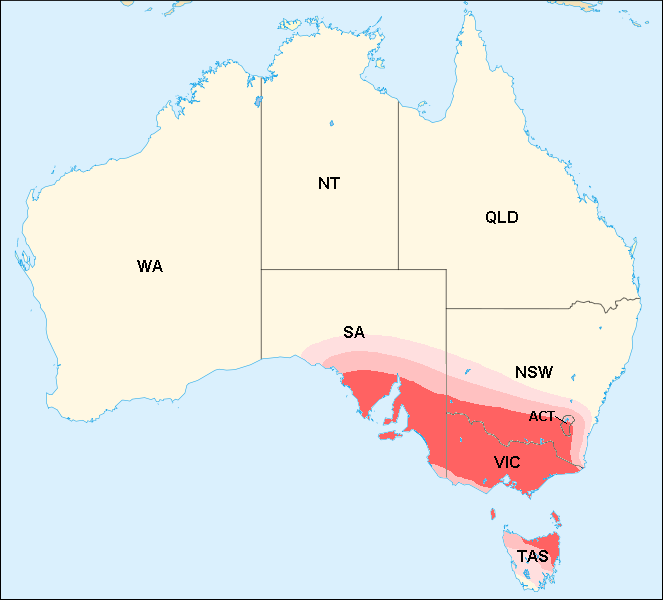
Områden som drabbades av värmeböljan är rödmarkerade på kartan. Delstaten Victoria är märkt "VIC" och Tasmanien är märkt "TAS".

Värmeböljan i Australien 2009 var en period med extrema temperaturer som drabbade framförallt sydöstra Australien och ön Tasmanien i slutet av januari och början februari 2009. Hårdast drabbat var delstaterna Victoria och Western Australia. I slutet av värmeböljan drabbades framförallt Victoria också av förödande skogsbränder som dödade 173 människor (se Skogsbränderna i Australien 2009).
Värmeböljan är enligt den Australiensiska vädertjänsten den intensivaste som drabbat regionen sedan kontinuerliga observationer började göras under 1800-talets andra hälft. Upphovet till värmeböljan var ett mäktigt högtryck som nästan låg stilla över Tasmanska havet i nästan 2 veckor. Därmed skapades mycket gynnsamma förutsättningar för den heta ökenluften i centrala Australien att stömma ner över landets sydöstra del. Mängder med nya temperaturrekord noterades vad gäller maxtemperatur på dagarna, högsta nattemperaturer och antalet raka dagar med temperaturer över 40 grader C. Australiens näst största stad Melbourne noterade 28-30 januari för första gången 3 dagar i rad med maxtemperaturer över 43 grader C. Efter några dagar med lite svalare väder (30-34 grader C) noterade Melbourne den 7 februari en maxtemperatur på 46,4 grader C, högsta någonsin. I den andra storstaden vid sydkusten Adelaide noterade 28 januari en temperatur på 45,7 grader C, tredje högsta någonsin. Adelaide noterade också en rekordnotering för staden på 6 dagar i rad med maxtemperatur över 40 grader C.
Längre in i landet noterades ännu högre temperaturer, allra högst hela 48,2 grader C i Kyancutta South Australia. Några platser, till exempel Mildura i Victoria hade hela 12 dagar i rad med maxtemperatur över 40 grader C även det rekord, max 46,7 grader C 7 februari. Ön Tasmanien som ligger söder om Australien har ett betydligt svalare klimat än fastlandet men även här uppmättes rekord tempereraturer upp till 42,8 grader C.
Antalet dödsoffer för själva värmeböljan, exklusive bränderna var, enligt australiensiska vårdmyndigheter 374 personer. Dessutom fick över 2000 personer sjukhusvård på grund av värmeslag med mera.